# Henk Slebos
Henk Slebos (Elburg, 9 februari 1943 – Bergen, 23 februari 2025) was een Nederlands ingenieur en zakenman. Hij studeerde metaalkunde (1969) aan de Technische Universiteit Delft, waar hij bevriend raakte met de Pakistaan Abdul Qadir Khan.
In 1978 begon Slebos met zijn bedrijf Slebos Research, na eerder voor de Koninklijke Marine en Explosive Metal Works Holland gewerkt te hebben. Zijn bedrijf richtte zich onder meer op de export van goederen naar Pakistan, waar zijn vriend Khan onderzoek verrichtte naar het verrijken van uranium. Khan werd in 1983 bij verstek veroordeeld in Nederland voor spionage, maar dat vonnis werd later vernietigd vanwege een vormfout. Een dagvaarding bleek niet op de juiste wijze uitgereikt te zijn. Slebos zelf werd in 1985 tot 1 jaar gevangenisstraf veroordeeld voor het uitvoeren van o.a een oscilloscoop en andere materialen naar Pakistan via de Verenigde Arabische Emiraten. In hoger beroep werd die straf in 1986 teruggebracht tot zes maanden voorwaardelijk en een geldboete van 20.000 gulden. Desondanks bleef Slebos doorgaan met exporteren van goederen naar Pakistan.
Op 16 december 2005 werd Slebos tot 1 jaar gevangenisstraf - waarvan 8 maanden voorwaardelijk - veroordeeld voor het meerdere malen exporteren van goederen zonder exportvergunning (manometers, O-ringen, tri-ethanolamine en grafiet). Zijn bv's werden daarnaast een geldboete van zo'n 100.000 euro opgelegd.
Slebos overleed op 23 februari 2025 in een verzorgingstehuis in Bergen.